# 직쏘 (영화)
《직쏘》(영어: Jigsaw)는 2017년 공개된 미국의 공포 영화이다.

## 트랩
- -     - 1분 버킷 방(Bucket room)

  - 1분 이내에 톱날에 피를 내어 버킷을 벗어내야 한다.그렇지 못하면 톱날에 치명적인 상처를 입게 된다.

- -     - 약물 주사기 트랩(Drug injection trap)

  - 세 주사기가 있는데 하나에는 산성 용액, 하나에는 식염수, 나머지 하나에는 해독제가 들어 있다. 해독제를 찾아 주사해야 목에 있는 구속을 풀 수 있다.

- -     - 저장탑 트랩(Grain Silo trap)

  - 한 사람은 다리가 와이어에 묶여 있고, 나머지는 저장탑 안에 갇혀 있다. 그들이 죽게 되면 와이어가 해제되지만 그들을 살리려면 레버를 당겨 다리를 잘라내야 한다.

- -     - 오토바이 트랩(Cycle trap)

  - 다리가 묶여 있고 붉은 커터 날을 향해 점점 희생자가 바닥으로 떨어진다. 브레이크를 당겨야 날이 멈추는데 주변의 위험을 잘 회피해야 한다.

- -     - 산탄총 열쇠(Shotgun keys)

  - 두 사람이 족쇄를 차고 있는데 앞에 샷건이 위치해 있다. 그런데 두 사람이 살아 나갈지 한 사람이 살아 나갈지 선택을 한 희생자가 결정하는데, 샷건은 거꾸로 발사되기 때문에 키가 부서지면 둘 다 탈출할 수 없다.

- -     - 레이저 목걸이 트랩(The laser collars)

  - 두 사람이 레이저 목걸이를 차고 있는데, 정해진 시간 안에 자백을 하지 못하면 레이저에 머리가 잘려 나가죽게 된다.

## 출연
- 토빈 벨 - 직쏘 / 존 크레이머 역
- 캘럼 키스 레니 - 할로란 형사 역
- 맷 패스모어 - 로건 넬슨 역
- 클레 베넷 - 키이스 형사 역
- 로라 밴더부트 - 안나 역
- 해나 에멜리 핸더슨 - 엘리노어 보네빌 역
- 폴 브론스타인 - 라이언 역
- 만델라 반 피블스 - 미치 역
- 브리터니 엘렌 - 칼리 역
- 마이클 보이스버트 - 제임스 리 역
- 애덤 왁스먼 - 뉴스기자 역